# Георгі Бенковський
Георгі Бенковський (болг. Георги Бенковски, справжнє ім'я — Гаврил Груєв Хлитев, болг. Гаврил Груев Хлътев; 21 вересня 1844 — 25 травня 1876) — один із ватажків (апостолів) національно-визвольного руху болгарського народу проти османського іга, національний герой Болгарії.

## Життєпис

### Молоді роки
Георгі Бенковський народився в місті Копривштиці 21 вересня 1843 року, в сім'ї були ще дві його сестри. Провів складне дитинство, його батько, дрібний, але поважний торговець, помер, коли Георги виповнилось 5 років. Саме це змусило Гаврила кинути навчання вже у 3-му класі школи. Після цього мати віддала його опановувати кравецьку справу. Невдовзі, невдоволений такою перспективою, він, бувши учнем кравця, покинув свого майстра, аби зайнятися дрібною оптовою торгівлею. Він торгував на великих ринках Стамбулу і Анатолії. Часто йому випадав успіх, він мав добрі прибутки, але й нерідко переживав серйозні втрати. Це змінило його сприйняття життєвого сенсу і відношення до того шляху, який має пройти справжня людина. За його словами, він чітко зрозумів, щоб бути успішним торговцем, він має часто брехати, що йому було вкрай неприємно. Протягом 10 років він жив у різних містах Османської імперії, беручись за різні види робот. Протягом одного року він служив тілоохоронцем перського консула, при цьому він носив таку гарну уніформу, що люди сприймали саме його, як консула. Він був дуже сприйнятливим до мов — вільно володів сімома: болгарською, турецькою, грецькою, італійською, польською, румунською та фарсі.

### Революційна діяльність
Взявши ім'я «Георги Бенковски» (для потрапляння у Туреччину йому друзі надали паспорт польського емігранта Антона Бенковського), він активно включився в заходи болгарської революційної еміграції з організації Старозагорського повстання 1875 року, яке було неуспішним. В подальшому, він взяв найактивнішу участь у Квітневому повстанні, яке тільки у IV революційному окрузі, яким він керував, повстало по-справжньому. Саме жорстоке його придушення призвело до об'яви Російсько-турецької визвольної війни. Заслуга в цьому Георгі Бенковського для Болгарії є величезною.

### Участь у Квітневому повстанні 1876 року
Влітку 1875 року Бенковски у Бухаресті був включений до групи революціонерів-підпалювачів Стамбулу. Метою цього акту було викликати смуту в Османскій імперії. Група прибула до Стамбулу, але Христо Ботев дав вказівку припинити цю акцію, яка, скоріше за все, скомпрометувала б болгарський визвольний рух. Бенковски повернувся до Бухаресту, де взяв участь у формуванні і роботі Гюргевського революційного комітету, який засідав у період 11 листопада — 25 грудня 1875 року і вирішив підняти повстання у Болгарії влітку 1876 року.
Згідно плана Гюргевського комітету Георгі Бенковський був обраний помічником керівника повстання — першого апостола у IV Пловдивському революційному окрузі з центром у Панагюриште. Першим апостолом тут був призначений Панайот Волов. Однак Бенковски так добре себе проявив, що Волов добровільно поступився йому місцем першого апостола.
Коли був об'явлений початок Квітневого повстання 20 квітня 1876 року, Бенковски підняв повстання і в своєму революційному окрузі в Панагюриште, після чого дуже швидко сформував військовий загін (чету) і вирушив підіймати навколишні села. Чета, з якою Бенковски невтомно пересувався у великому регіоні, встигла мотивувати й мобілізувати багато повстанців, грала центральну роль у військових повстанських діях.

### Останні дні

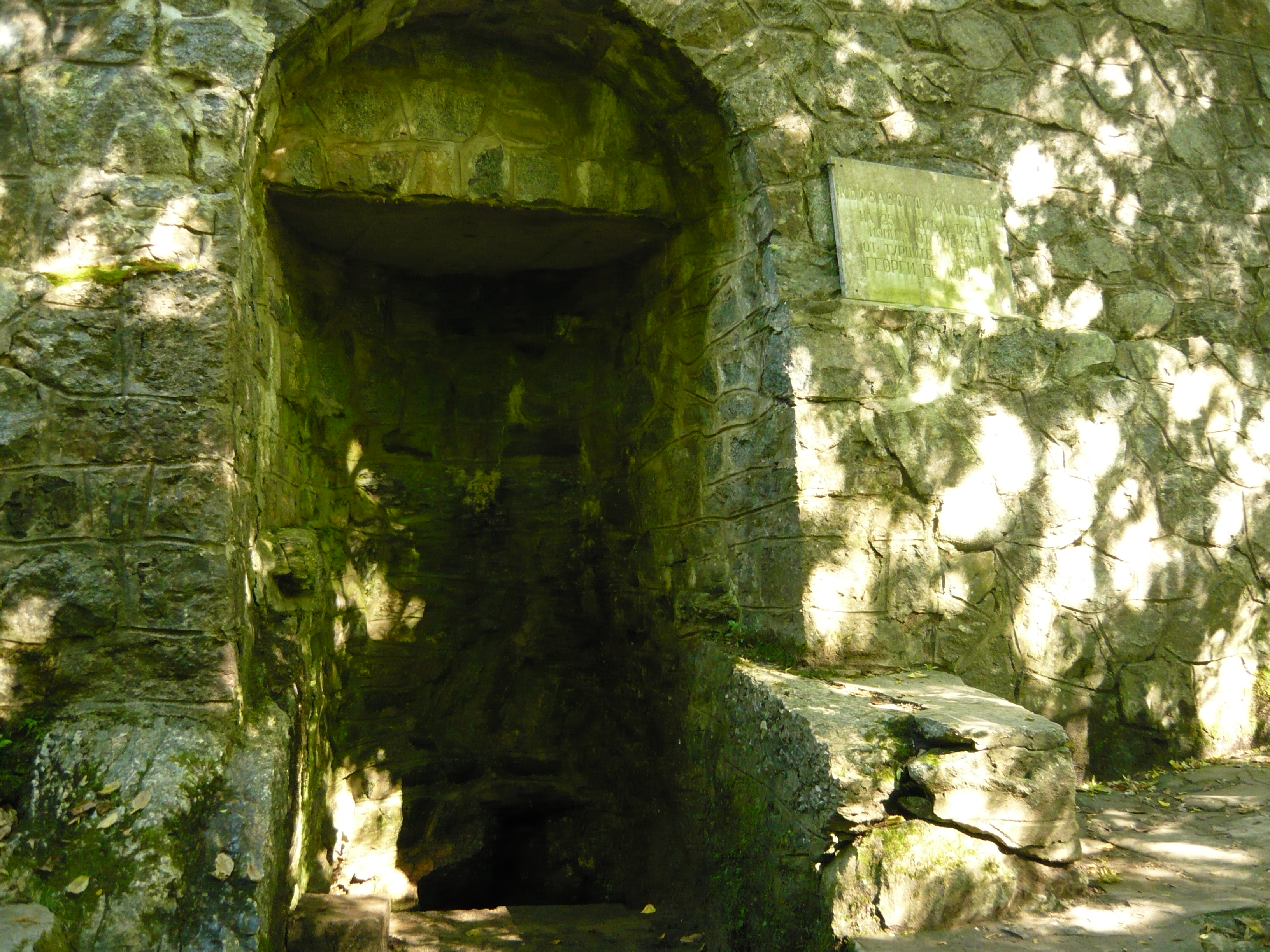
Криваве джерело ("Кървавото кладенче") — місце, де османи відмили від крові відрізану голову Георгі Бенковського, с. Костино

Після жорстокого придушення повстання у Пангюрському регіоні, коли було вбито понад 30 тисяч болгар, 80 сіл були спалені, а понад 200 їх розграбовані й розорені, Бенковський зі своєю четою вирушив до Тетевену. Там 25 травня 1876 року, після зради провідника — вівчара дядька Вильо (який за гроші, які йому дали османи, вивів залишки чети безпосередньо на башибузуцьку засідку) був вбитий кулею і впав у річку Костино. Османи відрізали йому голову, яку відправили до Ботевграду, а після цього до Софії. Можливо, що тіло Георгі було таємно поховано у селі Голяма Желязна, у дворі церкви «болг. Свети Всях Светих».

## Пам'ять про Георги Бенковски
- Рідний дім Бенковському в місті Копривштиця перетворений у музей, там зберігається унікальна реліквія — особиста рушниця Бенковського.
- Пам'ятник Бенковському над Копривштицей. На скелях в основі його викарбувані слова революціонера: «болг. Ставайте робове, аз не ща ярем!» — «Повставайте раби, я не хочу ярма!»;
- Пам'ятник Бенковському є в селищі Дивчовото;

На острові Гринвіч, який відносять до Південних Шетландських островів, є гірський пік, що носить його ім'я. 6 селищ та квартал у Софії названі на честь Бенковського. У всій Болгарії є багато вулиць, училищ тощо, які носять ім'я славетного революционера. Його ім'я присвоїли Академії військово-повітряних сил Болгарії, стадіону у Пазарджику, футбольному клубу «Бенковський-Бяла». Образ Бенковського зобразили на болгарській поштовій марці 1929 року.